# K-3D
K-3D — програмне забезпечення, система тривимірного моделювання і комп'ютерної анімації.
Повнофункціональний і потужний редактор для створення анімаційних тривимірних моделей. Програма включає багато шаблонів і моделей, а також може розширювати свої можливості моделювання за допомогою встановлення різних додатків.
Поширюється під ліцензією GPL, програма безкоштовна для персонального та комерційного використання.
2009 року журнал Компьютерра розглядав систему як альтернативу професійним пакетам.

## Розробка
Система K-3D заснована на комерційній розробці Equus-3D, автор Тім Шид (англ. Timothy M. Shead), 1994 рік. У 1999 систему опубліковано під ліцензією GNU, і вона набула нинішню назву.
Сирцеві тексти програми розміщено на сервері SourceForge.

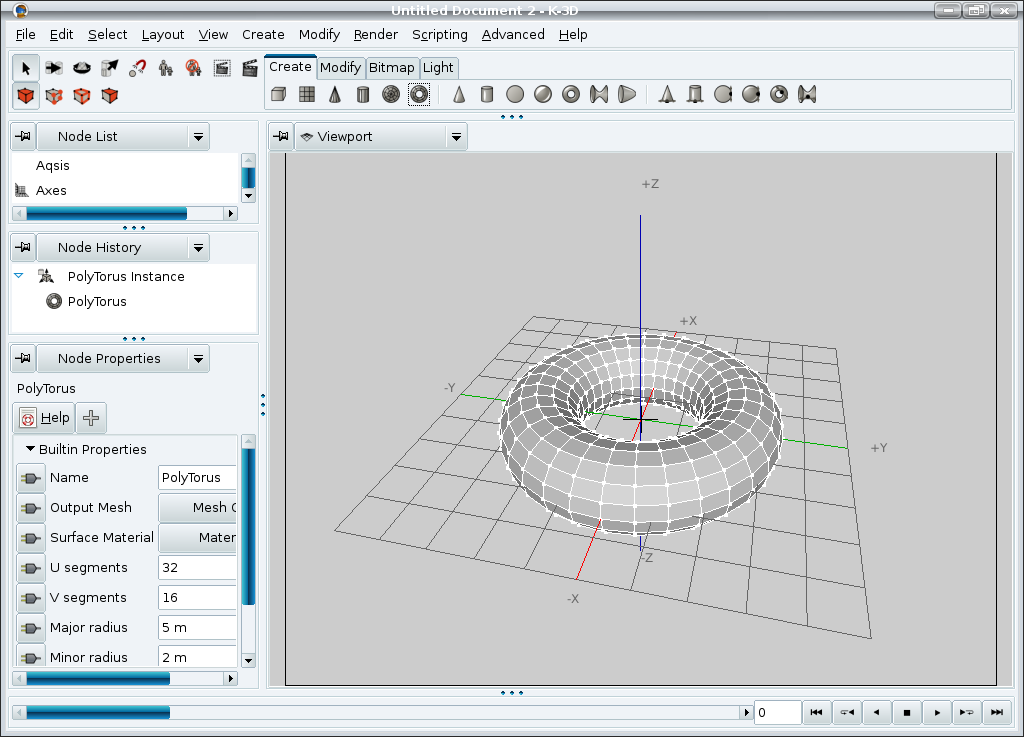
K-3D

## Особливості програми
- Застосунок забезпечує весь спектр операцій з тривимірними об'єктами, від власне моделювання до створення анімації.
- Дозволяє активно працювати з камерою — панорамування, нахил, масштабування.
- Підтримує булеві операцій моделювання з використанням бібліотеки GTS.
- Набір геометричних примітивів: конус, круг, труба, циліндр, диск, сітка, параболоїд, многогранник, сфера, тор.
- Підтримує кілька типів геометрії, зокрема, полігональні моделі, моделювання в режимі розбиття, криві Безьє, поверхні NURBS.
- Підтримує формати OBJ, GTS і RAW, а також працює з графічними файлами форматів JPEG, PNG, TIFF і BMP.
- Підтримує роботу з текстом FreeType2.
- Включає вбудовану інтерактивну навчальну систему, що дозволяє швидко навчитися основам роботи з програмою. Уроки можна створювати самостійно і ділитися ними зі спільнотою.
- Надає можливість написання скриптів з використанням Python і вбудованого мінімалістичного скриптового рушія — K3DScript (для написання макросів і створення власних навчальних посібників).
- Має кілька режимів перегляду сцен, розширені можливості для виділенню об'єктів і груп.
- K-3D створювався як крос-платформний застосунок, що працює під Linux, Mac OS X, FreeBSD, Microsoft Windows та іншими системами.